# Sabine Verbist
Sabine Verbist is een personage in de Vlaamse soapserie Thuis. Het personage werd gespeeld door Herlinde Hiele van 1999 tot 2002.

## Biografie
Wanneer haar broers Kristoff Verbist en Joeri Verbist in het ziekenhuis belanden komt haar moeder bij hen op bezoek. Dit is echter niet de enige reden: Linda heeft besloten dat het tijd is om Sabine kennis te laten maken met haar  vader, Fernand Verbist bij wie ze een aantal jaar geleden zijn weggegaan. De eerste confrontatie met Fernand na al die jaren is heel moeilijk voor Sabine en ze kan hem niet direct aanvaarden. Pas na veel tijd en geduld kan ze hem aanvaarden.
Sabine bleef na de dood van Fernand nog twee jaar lang in België, maar vertrok dan toch naar haar familie in Zuid-Afrika.